# Tirà diademat pit-roig
El tirà diademat pit-roig (Ochthoeca rufipectoralis) és un ocell de la família dels tirànids (Tyrannidae).

## Hàbitat i distribució
Habita vessants brollades de les muntanyes des de Colòmbia i nord-oest de Veneçuela, cap al sud, a través dels Andes de l'Equador i el Perú fins al centre de Bolívia.